# 이타쿠라 가쓰사토 (3대)
이타쿠라 가쓰사토(일본어: 板倉勝里, 1706년 11월 3일 ~ 1743년 9월 9일)는 일본 에도 시대의 다이묘로, 후쿠시마번의 3대 번주이다. 관위는 종5위하, 가이노카미이다. 시게마사 류 이타쿠라 가(重昌流板倉家) 제6대 당주.
단난 번주 다카기 마사노부(高木正陳)의 둘째 아들로 태어났다. 할머니가 시게마사 류 이타쿠라 씨 제2대 당주 이타쿠라 시게노리의 딸인 관계로, 후쿠시마 번 제2대 번주 이타쿠라 시게야스의 양자로 입적되어 6대 당주로 교호 3년(1718년)에 가문을 계승하게 되었다. 교호 11년(1726년)부터 간포 원년(1741년)에 이르기까지 다섯 차례에 걸쳐 오사카 가반직을 맡았다. 간포 3년(1743년)에 사망하였고, 맏아들 가쓰쓰구가 그 뒤를 이었다.
| 전임 이타쿠라 시게야스 | 제3대 후쿠시마번 번주 (이타쿠라 가문) 1718년 ~ 1743년 | 후임 이타쿠라 가쓰쓰구 |